# Luis Scola
Luis Alberto Scola (Buenos Aires, 30 de abril de 1980) es un exjugador de baloncesto argentino, que disputó 25 temporadas como profesional, repartidas entre Argentina, Europa y la NBA. Con 2,06 metros de altura jugaba en la posición de ala-pívot.
Sus inicios profesionales fueron en Club Ferro Carril Oeste,  en la liga nacional de su país. También se destacó en la NBA y en la liga española de baloncesto. 
En 2002, fue seleccionado en la segunda ronda del draft de la NBA con el número 56 por los San Antonio Spurs. En julio de 2007, San Antonio Spurs traspasa los derechos de Scola a Houston Rockets; consiguiendo así los Rockets el desembarco de Scola en la NBA por un contrato de tres años. El 15 de julio de 2012, los Phoenix Suns lo reclamaron desde los amnistiados, firmando un contrato por tres temporadas con el equipo de Arizona. El 27 de julio de 2013, los Indiana Pacers anunciaron que en una transacción con los Phoenix Suns habían adquirido a Scola a cambio del alero Gerald Green, el pívot Miles Plumlee y un futuro pick en la primera ronda del draft. Luego, pasó a los Toronto Raptors y finalmente, a los Brooklyn Nets.
Ganador de diversos títulos y medallas con la selección argentina, fue parte de la camada de jugadores argentinos pertenecientes a la que se denominó «La Generación Dorada». Scola es el segundo máximo anotador en la historia de los Mundiales de la FIBA. En el partido en donde Argentina derrotó a Nigeria 94-81 (válido por la 2.ª fecha del Mundial de China 2019) el argentino anotó 23 puntos, lo cual le permitió superar al australiano Andrew Gaze en el segundo lugar. Scola llegó a los 611 puntos anotados en mundiales, cifra solo superada por el brasileño Oscar Schmidt, quien posee el récord de 906 puntos anotados en Mundiales. Posee el récord de participaciones en Campeonatos Mundiales de baloncesto y Juegos Olímpicos (cinco) junto con varios jugadores, y el 10 de septiembre de 2019 se convirtió en el jugador con más partidos jugados en Campeonatos Mundiales.

## Trayectoria

### Argentina
Hijo del jugador Mario Scola, tuvo su inicio deportivo en el Club Ciudad de Buenos Aires, donde comenzó a jugar de muy pequeño, desde los seis años de edad. En 1987 pasó a jugar en el Club Afalp, de su ciudad natal, Ciudad Jardín Lomas de Palomar. En 1995, a los quince años, llegó a Ferro Carril Oeste, donde se formó y jugó sus primeras tres temporadas de forma profesional.

### España
Después de la temporada 1997-98 de la Liga Argentina, Scola se trasladó a España donde fue fichado por el Saski Baskonia (entonces llamado Tau Cerámica), que lo cedió durante dos temporadas al Gijón Baloncesto de la segunda división. Con este club consiguió el ascenso a la Liga ACB.
En la temporada 2000-2001 llegó a Saski Baskonia, donde permaneció durante 7 temporadas. En este período alcanzó la final de la Euroliga en la temporada 2000-01, y tres Final Four EuroLeague consecutivas, entre 2005 y 2007. Su destacada actuación le valió una selección para el segundo equipo del Mejor Quinteto de la Euroliga 2005, así como dos selecciones para el primer equipo (2006 y 2007.
A pesar de que Scola no ganó el campeonato de la Euroliga, ganó con el Baskonia todos los títulos de importancia a nivel nacional, logrando la Liga ACB 2002, tres Copas del Rey de baloncesto en 2002, 2004, 2006 y tres Supercopas de España en 2005, 2006, 2007.

### NBA
En el verano de 2005, los San Antonio Spurs de la NBA (que seleccionaron a Scola en el 2002), trataron de negociar con el Baskonia para comprar su ficha. Después de comenzar pidiendo cerca de 15 millones de dólares, el Baskonia bajó sus pretensiones hasta $3 millones. Sin embargo, este número seguía siendo mayor al límite impuesto por la NBA para este tipo de operaciones, que se encuentra en 500 mil dólares. Finalmente los Spurs decidieron contratar a su compatriota, Fabricio Oberto.
Desde el año 2007 hasta 2012, Luis Scola, militó en los Houston Rockets. Debutó en pretemporada con derrota ante New Orleans Hornets, jugando 23 minutos, anotando 8 puntos y capturando 7 rebotes. Jugó su primer partido ante su nuevo público en pretemporada, el 11 de octubre, con victoria ante el equipo griego Panathinaikos BC, encestando 17 puntos y capturando 6 rebotes en 26 minutos.
Ya en temporada regular, cuajó grandes partidos en los cinco primeros, ante San Antonio Spurs, Phoenix Suns, Miami Heat, Memphis Grizzlies y Los Angeles Lakers,  anotando 20 puntos ante tres primeros, 22 contra Memphis y 24 contra los Lakers (la mayor cantidad en play off de su carrera en la NBA), capturando 4, 11, 9, 5 y 12 rebotes respectivamente y jugando 30, 38, 36, 29 y 36 minutos respectivamente. Al final de la temporada promedió 10 puntos y 6 rebotes, lo que le supuso aparecer en el  Quinteto de mejores rookies de la NBA. El 13 de marzo de 2010, anotó su máxima cantidad de puntos en su carrera, 44 ante los New Jersey Nets.
El 12 de julio de 2012, los Houston Rockets prescindieron de sus servicios, poniendo fin a una militancia de cinco temporadas. El 15 de julio, los Phoenix Suns lo reclamaron desde los amnistiados, firmando un contrato por tres temporadas con el equipo de Arizona.
El 27 de julio de 2013 los Indiana Pacers anunciaron que en una transacción con los Phoenix Suns habían adquirido a Scola a cambio del alero Gerald Green, el pívot Miles Plumlee y una futura elección en la primera ronda del Draft. El ala-pívot argentino llegó al equipo de Indianápolis para hacer un papel secundiario, algo que se interpretó como una señal de compromiso por lograr el tan ansiado anillo de campeón NBA. El presidente de los Pacers, Larry Bird, indicó que Scola aporta mucha experiencia al banquillo del conjunto: "Tiene experiencia en la NBA, a nivel internacional y es el tipo de jugador que encajará bien en nuestro equipo."[cita requerida] El sudamericano llenó de elogios a su nuevo equipo: "Es uno de los tres mejores equipos de la NBA, con una buena posibilidad de ganar el campeonato. Creo que es un gran equipo, y esta es una gran oportunidad."[cita requerida]

### China
En julio de 2017 y tras diez años en la NBA, decide dejar la liga estadounidense y enrolarse en las filas del Shanxi Zhongyu de la liga china.
Tras una temporada en el Shanxi Zhongyu, en agosto de 2018 ficha por Shanghai Sharks.

### Italia
El 29 de septiembre de 2019, firma con el Olimpia Milano del entrenador Ettore Messina hasta final de temporada. Abandona el club italiano el 11 de junio de 2020.
El 1 de julio de 2020, anuncia que jugará una última temporada antes de retirarse en el Pallacanestro Varese de la Serie A italiana.

### Retirada
El 20 de septiembre de 2021 el club Pallacanestro Varese anunció que se uniría al equipo como director ejecutivo.

## Selección nacional

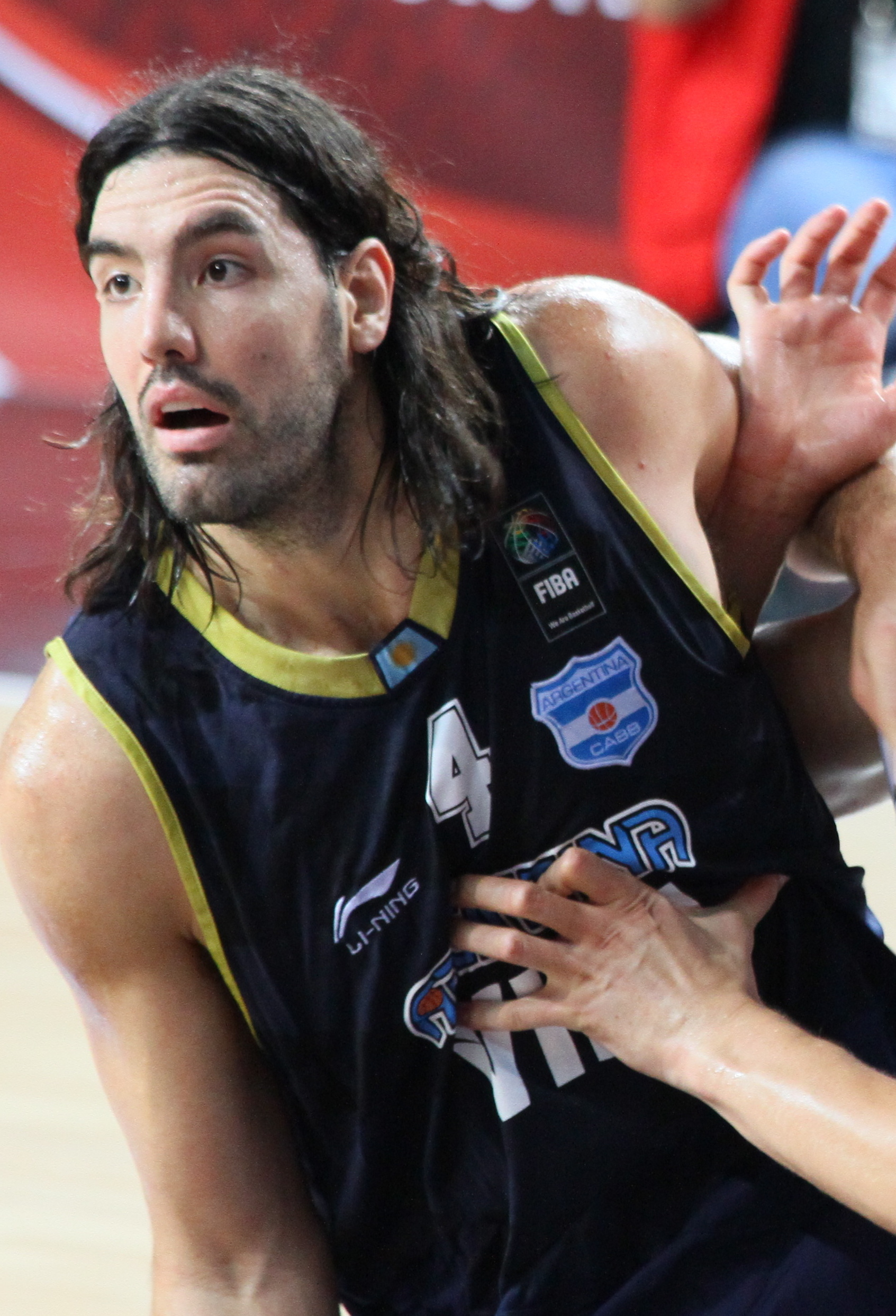
Scola con Argentina en 2010.

Los títulos internacionales oficiales que ha logrado con la selección nacional son: el Campeonato FIBA Américas de 2001, medalla de plata en el Campeonato Mundial de 2002, medalla de oro en los Juegos Olímpicos de Atenas 2004, medalla de oro en el FIBA Diamond Ball 2008, medalla de bronce en los Juegos Olímpicos de Pekín 2008 y el Campeonato FIBA Américas de 2011.
En septiembre de 2007 fue MVP en el Preolímpico de Las Vegas.
Fue el máximo anotador del Campeonato Mundial de 2010 con 244 puntos, 27,1 puntos por partido.
En 2010 obtuvo el Premio Konex Diploma al Mérito como uno de los 5 mejores baloncestistas de la década 2000-2009.
En 2011 formó parte de la Selección de básquetbol de Argentina que ganó el Campeonato FIBA Américas, siendo declarado MVP del certamen, promediando 21,4 puntos por partido y también fue incluido en el quinteto ideal de este gran torneo.
En 2012 formó parte del plantel que obtuvo el cuarto puesto en los Juegos Olímpicos de Londres.
En 2013 formó parte del plantel que participó en el Campeonato FIBA Américas y obtuvo la medalla de bronce, logrando también la clasificación a la Copa Mundial del año siguiente.
En 2014 fue parte del plantel que disputó del Campeonato Mundial realizado en España.
En 2015 fue parte del equipo que compitió en el Campeonato FIBA Américas disputado en Ciudad de México, obteniendo la clasificación a los Juegos Olímpicos de 2016 y el segundo puesto en este torneo. Fue elegido por cuarta vez como el mejor jugador del torneo (MVP).
En 2016 formó parte de la selección que participó en los Juegos Olímpicos de Río de Janeiro 2016 y que llegó a los cuartos de final. En ese torneo, Scola fue uno de los diez jugadores con más puntos anotados y el segundo en número de rebotes recuperados. Además, fue el abanderado de la delegación nacional en la ceremonia de inauguración de estos Juegos.
En 2019, ya con treinta y nueve años, fue el ala-pívot titular de la selección argentina que ganó la medalla de oro en los Juegos Panamericanos de Lima. Scola tuvo una destacada actuación en dicho torneo. Luego en la Copa Mundial de Baloncesto de 2019 continuó con sus destacadas participaciones, ganando en semifinales a Francia, donde dos triples consecutivos de Luis Scola le dieron 15 puntos de ventaja al equipo (74-59) Finalmente, Argentina ganó 80 a 66 y clasificó a la final del torneo. En el partido decisivo por la medalla de oro, España se consagró campeón y Scola sumó otra medalla más. Finalizado el partido, Scola fue elegido por la FIBA como parte del quinteto ideal del campeonato.
En dicho campeonato, por su participación frente a Serbia en cuartos de final, Luis Scola llegó a ser el baloncestista con más partidos jugados en la historia de los mundiales, superando a Jerome Mincy (puertorriqueño con pasado en la Liga Nacional), quien tenía el récord.

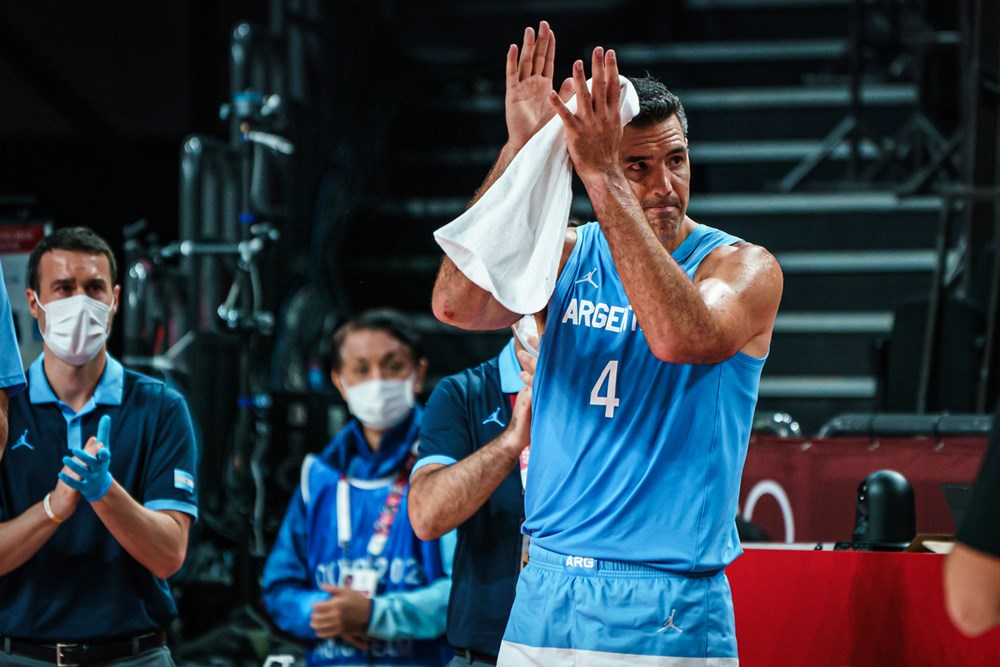
Scola es ovacionado en su último partido con la Selección, en los JJOO de Tokio.

En noviembre de 2019 fue declarado Ciudadano ilustre de la Ciudad Autónoma de Buenos Aires por la Legislatura de la Ciudad Autónoma de Buenos Aires.
En 2020 vuelve a ganar el Premio Konex, esta vez el de Platino al mejor baloncestistas de la década 2010-2019.
En 2021 participa de los Juegos Olímpicos de Tokio, como capitán del seleccionado argentino de básquetbol. Su último partido con la camiseta albiceleste fue el 3 de agosto enfrentando a Australia en los cuartos de final. Recibió una gran ovación al retirarse: el público, los jugadores de ambos equipos, el banco de suplentes de Australia, árbitros, periodistas y todos los presentes en la cancha lo homenajearon.
Con 591 puntos en su carrera olímpica, se ubica como el cuarto máximo anotador de la historia de los Juegos Olímpicos, detrás de Oscar Schmidt con 1093, Andrew Gaze con 789 y Pau Gasol con 640.

## Estadísticas de su carrera en la NBA

### Temporada regular
| Año     | Equipo   | PJ  | PT  | MPP  | %TC  | %3P  | %TL  | RPP | APP | ROB | TPP | PPP  |
| ------- | -------- | --- | --- | ---- | ---- | ---- | ---- | --- | --- | --- | --- | ---- |
| 2007-08 | Houston  | 82  | 39  | 24.7 | .515 | .000 | .668 | 6.4 | 1.3 | .7  | .2  | 10.3 |
| 2008-09 | Houston  | 82  | 82  | 30.3 | .531 | .000 | .760 | 8.8 | 1.5 | .8  | .1  | 12.7 |
| 2009-10 | Houston  | 82  | 82  | 32.6 | .514 | .200 | .779 | 8.6 | 2.1 | .8  | .3  | 16.2 |
| 2010-11 | Houston  | 74  | 74  | 32.6 | .504 | .000 | .738 | 8.2 | 2.5 | .6  | .6  | 18.3 |
| 2011-12 | Houston  | 66  | 66  | 31.3 | .491 | .000 | .773 | 6.5 | 2.1 | .5  | .4  | 15.5 |
| 2012-13 | Phoenix  | 82  | 67  | 26.6 | .473 | .188 | .787 | 6.6 | 2.2 | .8  | .4  | 12.8 |
| 2013-14 | Indiana  | 82  | 2   | 17.1 | .470 | .143 | .728 | 4.8 | 1.0 | .3  | .2  | 7.6  |
| 2014-15 | Indiana  | 81  | 16  | 20.5 | .467 | .250 | .699 | 6.5 | 1.3 | .6  | .2  | 9.4  |
| 2015-16 | Toronto  | 76  | 76  | 21.5 | .450 | .404 | .726 | 4.7 | .9  | .6  | .4  | 8.7  |
| 2016-17 | Brooklyn | 36  | 1   | 12.8 | .470 | .340 | .676 | 3.9 | 1.0 | .4  | .1  | 5.1  |
| Total   | Total    | 743 | 505 | 25.6 | .493 | .339 | .740 | 6.7 | 1.6 | .6  | .3  | 12.0 |

### Playoffs
| Año   | Equipo  | PJ | PT | MPP  | %TC  | %3P  | %TL  | RPP | APP | ROB | TPP | PPP  |
| ----- | ------- | -- | -- | ---- | ---- | ---- | ---- | --- | --- | --- | --- | ---- |
| 2008  | Houston | 6  | 6  | 36.7 | .448 | .000 | .686 | 9.3 | 1.3 | .7  | .2  | 14.0 |
| 2009  | Houston | 13 | 13 | 32.6 | .494 | .000 | .673 | 8.4 | 1.8 | .5  | .2  | 14.4 |
| 2014  | Indiana | 18 | 0  | 13.5 | .457 | .333 | .591 | 2.3 | .5  | .3  | .2  | 6.1  |
| 2016  | Toronto | 11 | 9  | 12.7 | .258 | .190 | .727 | 1.6 | .6  | .3  | .0  | 2.5  |
| Total | Total   | 48 | 28 | 21.4 | .454 | .200 | .667 | 4.7 | 1.0 | .4  | .1  | 8.5  |

## Logros y reconocimientos

### Selección
- en el Campeonato Mundial de Baloncesto Sub-21 Masculino de 2001
- en el Campeonato FIBA Américas de 2001
- en el Campeonato Mundial de Baloncesto de 2002
- en el Campeonato FIBA Américas de 2003
- en los Juegos Olímpicos de Atenas 2004
- en el FIBA Diamond Ball 2004.
- en el Campeonato FIBA Américas de 2007
- en el FIBA Diamond Ball 2008.
- en los Juegos Olímpicos de Pekín 2008
- en el Campeonato FIBA Américas de 2009
- en el Campeonato FIBA Américas de 2011
- en el Campeonato FIBA Américas de 2013
- en el Campeonato FIBA Américas de 2015
- en el Campeonato FIBA Américas de 2017
- en los Juegos Panamericanos de 2019
- en el Copa Mundial de Baloncesto de 2019

### Clubes
- Liga ACB (1): 2002.
- Copa del Rey (3): 2002, 2004, 2006.
- Supercopa de España (3): 2005, 2006, 2007.

### Individuales
- Rookie del Año de la liga ACB (2000)
- MVP de la Liga ACB (2005) y (2007)
- Hall of Fame del Baloncesto Español (2023)

### Récords
- El 7 de marzo de 2007 marcó 25 puntos en el partido entre el Tau Cerámica de Vitoria y el Maccabi Tel Aviv alcanzando las 1998 unidades en la Euroliga, siendo el máximo anotador de la competición.[25]
- El 12 de marzo de 2010 anotó 44 puntos jugando para Houston Rockets, ante su rival de turno, New Jersey Nets, siendo el máximo anotador del partido y rompiendo su récord de puntos en la NBA, además, sumó 12 rebotes, redondeando un partido sensacional en el que su equipo triunfó 116-108.[26]
- El 2 de septiembre de 2010 batió el récord de anotación de un jugador argentino en los Mundiales, durante el partido de su selección ante Serbia en Kayseri, en el Mundial de Turquía 2010. Superó la marca de 331 de Ernesto Gehrmann.[27]
- El 7 de septiembre de 2010 anotó 37 puntos, batiendo el récord de anotación de un jugador argentino en un mismo partido de un Mundial, durante el partido de su selección ante Brasil en Estambul, en el Mundial de Turquía 2010. Superó la marca de 35 de Alberto Desimone.[28]
- El 12 de septiembre de 2010 se convirtió en el máximo anotador en el mundial de básquet de 2010[16]
- El 2 de septiembre de 2011 anotó 16 puntos, convirtiéndose en el máximo anotador de la historia de la Selección Argentina de Básquet, ante la Selección de Puerto Rico, por el Campeonato FIBA Americas 2011 de Mar Del Plata. Aquel día, los argentinos vencieron 81 a 74 a los boricuas.
- El 4 de septiembre de 2014 se convirtió en el tercer máximo anotador de la historia de los mundiales de básquet (564 puntos) al anotar 17 puntos ante Grecia.[29]
- El 11 de septiembre de 2015 se convirtió en el máximo anotador de la historia de los Campeonato FIBA Américas luego de anotar 18 puntos contra México y superar la marca de Oscar Schmidt de 1.287 puntos. Al terminar el juego Scola acumuló 1.292 puntos.[30]
- El 2 de septiembre de 2019 se convirtió en el segundo máximo anotador de los Campeonatos Mundiales de la FIBA. En el partido en donde Argentina derrotó a Nigeria 94-81 (válido por la 2.ª fecha del Campeonato Mundial de China 2019) el argentino anotó 23 puntos, lo cual le permitió superar al australiano Andrew Gaze. Scola llegó a los 611 puntos anotados en mundiales, cifra solo superada por el brasileño Oscar Schmidt, quien posee el récord de 906 puntos marcados en Mundiales.[6]
- Ha participado en cinco Mundiales de baloncesto y cinco Juegos Olímpicos, posee el récord de participaciones en Mundiales junto con varios jugadores.[31][32][33]  El 10 de septiembre de 2019 se convirtió en el jugador con más partidos jugados en Campeonatos Mundiales de la FIBA.[34]